# Эдди Брок (серия фильмов Сэма Рэйми)
Э́двард Брок-мла́дший (англ. Edward Brock Jr.) — персонаж трилогии «Человек-паук» Сэма Рэйми, основанный на одноимённом антигерое Marvel Comics, созданном Дэвидом Микелайни и Тоддом Макфарлейном. Роль Эдди Брока исполнил Тофер Грейс. Также Грейс озвучил Брока в игре по фильму.
Эдди Брок предстаёт как конкурент Питера Паркера за место штатного фотографа в The Daily Bugle. Он питает неразделённые чувства к Гвен Стейси вплоть до того, что считает её своей девушкой. В попытке заполучить желаемую должность, Брок идёт на обман, очерняя репутацию Человека-паука. Когда Паркер разоблачает его, Брок теряет работу и авторитет, а также становится свидетелем свидания Гвен и Питера, из-за чего начинает ненавидеть последнего. В дальнейшем он случайно замечает Человека-паука в момент избавления от инопланетного пришельца и узнаёт, что под маской супергероя скрывается Питер Паркер. В результате слияния с пришельцем, который также возненавидел Паркера, появляется Ве́ном (англ. Venom). Тот заключает союз с Флинтом Марко против их общего врага и, во время их финальной битвы, убивает Гарри Озборна. Тем не менее, Брок и пришелец оказываются отделены друг от друга, однако Эдди, не желая терять обретённую силу, бросается навстречу брошенной Питером бомбе, погибая при взрыве вместе с чёрным костюмом.
Версия Венома в исполнении Тофера Грейса получила смешанные отзывы критиков и фанатов, в частности из-за расхождения образа Эдди Брока с первоисточником и малого экранного времени.

## Создание образа

### Кастинг и исполнение
Р. К. Эвербек исполнил роль Эдди Брока в фильме «Человек-паук» (2002), однако сцена с его участием была вырезана из итоговой версии картины. Тем не менее, «Эдди» был упомянут как нанятый Daily Bugle фотограф, который не смог сфотографировать Человека-паука, что сильно разозлило Джея Джону Джеймсона.
Первоначально, когда режиссёр Сэм Рэйми только начал работу над написанием сценария к фильму «Человек-паук 3: Враг в отражении», он планировал, что злодеями выступят Песочный человек и Стервятник, в то время как Гарри Озборн станет Новым гоблином. Эдди Брок должен был сыграть незначительную роль в сюжете. Тем не менее, продюсер Ави Арад попросил Рэйми добавить в фильм Венома, одного из самых популярных врагов Человека-паука в комиксах. Рэйми, не будучи поклонником персонажа, которого считал «недостаточно человечным». По мнению Арада, в трилогии Рэйми предпочитал использовать злодеев, которые были интересны ему, а не фанатам, поэтому режиссёр согласился выполнить просьбу Арада, в том числе намереваясь порадовать поклонников фильмов и комиксов о Человеке-пауке. Впоследствии режиссёр признался, что работа над данным персонажем доставила ему удовольствие.
На роль Эдди Брока был выбран Тофер Грейс, являвшийся большим фанатом Венома, прочитавшим первые комиксы с его участием в юным возрасте. По словам актёра, он был крайне взволнован, получив предложение от Рэйми сыграть культового злодея и поначалу думал, что это плохая идея, так как, по его мнению, «люди трепетно относятся к переносу персонажей комиксов на экран», однако «прикусил язык и попросил режиссёра рассказать побольше о персонаже». Для подготовки к роли, Грейс на протяжении шести месяцев посещал спорт-зал, набрав двадцать четыре фунта мышечной массы.
В основе киноверсии Эдди Брока лежали две разновидности персонажа — классическая и Ultimate. В первом случае Брок предстаёт фотографом Daily Bugle, конкурентом Питера Паркера, опозоренным Человеком-пауком. Веном имеет внеземное происхождение. Во втором случае персонаж носит имя «Эдвард Брок-младший» и пытается добиться расположения Гвен Стейси.
Грейс отметил, что из фильма было удалено множество сцен с участием его персонажа и выразил надежду на выход версии «Человек-паук 3.5» с дополнительными эпизодами. В частности по изначальной задумке Веном полностью поглотил Эдди Брока и выбросил остатки его скелета, после чего попытался воссоединиться с Питером, но был уничтожен звуковой атакой, вызванной столкновением стальных стержней.

### Дизайн
В то время как костюм симбиота, который Человек-паук носил в комиксах, был простым чёрным трико с большим белым пауком спереди и сзади, для фильма дизайн подвергся переосмыслению, став чёрной версией классического костюма Человека-паука с паутиной из трилогии. Как следствие, костюм Тофера Грейса, который тот носил будучи Веномом, также проходила выпуклая паутина. По словам продюсера Гранта Кёртиса, «это был тот же костюм Человека-паука, но куда более искажённый и искривлённый». Из-за этого симбиот казался более живым, создавая впечатление, что он цепляется за тело носителя. Анимируя симбиота, Рэйми не хотел, чтобы он напоминал паука или осьминога, вместо этого предпочитая придать ему уникальность. Образ, смоделированный с помощью компьютерной графики, состоял из множества отдельных прядей. При анимации самого Венома, аниматоры наблюдали за представителями семейста кошачьих, такими как львы и гепарды, за счёт чего персонаж выглядел более проворным. Грейс, исполнивший роль Брока, назвал костюм «неприятным», поскольку тот приходилось смазывать для передачи жидкой конструкции симбиота. На надевание костюма уходил час, в то время как нанесение грима занимало четыре часа. Также Грейс носил клыки, которые повредили его дёсны.

### Анализ личности
Грейс рассматривал своего персонажа как «мрачную версию Тоби Магуайра», осознавая, насколько тот отличается от Эдди Брока из комиксов. Исполняя роль Брока, Тофер Грейс стремился передать его зависимость от симбиота, напоминающую «алкоголизм и наркоманию». По словам актёра, у Эдди Брока было тяжёлое детство, что является ключевой разницей между ним и Питером. При этом Грейс указал как на сходства Паркера и Брока, так и на различия: «Он лучше одевается, у него явно больше денег и он лучше флиртует. Если бы они оба получили одну и ту же силу, и у одного из этих двух человек не было такого наставника, как дядя Бен, который сказал бы, что с большой силой приходит большая ответственность, что бы из этого вышло?», при этом актёр отметил, что у Брока «даже с учётом отличной внешности, есть пустота внутри, тогда как у Питера всё наоборот, из-за чего, в то время как Питер смог найти силы, чтобы избавиться от симбиота, Эдди целиком и полностью принял его». Актёр назвал Брока самым мрачным персонажем истории, но при этом похвалил Рэйми за его попытку придать Эдди больше человечности: «даже если вы не согласны с тем, что делает Эдди, вы понимаете, почему он это делает, а это больше, чем я могу сказать о большинстве плохих парней».

## Появления

### Рождение Венома
Впервые Эдди Брок появляется во время инцидента со строительным краном, при котором едва не погибает Гвен Стейси. В разговоре с капитаном Стейси, отцом Гвен, Эдди представляется её бойфрендом. Позже выяснятся, что Брок работает внештатным фотографом, продающим снимки Человека-паука в Daily Bugle. В попытках разоблачить супергероя как негодяя, Джей Джона Джеймсон поручает ему и Питеру Паркеру запечатлеть на камеру Человека-паука за совершением преступлений, пообещав взять первого, кто принесёт фото, в штаб редакции.
В дальнейшем Эдди присутствует на церемонии вручения Человеку-пауку ключа от города, где его отшивает Гвен. Затем он пытается сфотографировать Стенолаза в чёрном костюме, однако тот, находясь под воздействием симбиота, становится более агрессивным и разбивает камеру Брока. На следующий день Паркер узнаёт, что Эдди удалось заснять Человека-паука за ограблением, однако фотография оказывается поддельной и Питер публично разоблачает своего конкурента. Джеймсон увольняет Брока и даёт опровержение в газете, называя его «лживым фотографом». Также Эдди случайно замечает Питера и Гвен на свидании, после чего идёт в церковь и просит Бога убить человека, сломавшего ему жизнь. В это же время, находясь на вершине той же церкви, Питер избавляется от чёрного костюма и Эдди узнаёт тайну его личности. Затем на него падает симбиот и вместе они становятся Веномом.
Веном находит Флинта Марко и предлагает объединить усилия по убийству их общего врага. С этой целью они захватывают в заложницы Мэри Джейн Уотсон, девушку Питера, заманив его в ловушку на строительную площадку. Они быстро побеждают его, однако на помощь супергерою прибывает Новый гоблин. Несмотря на это, Брок едва не убивает Паркера, однако Гоблин подставляется под удар и жертвует собой. Питер, осознавший, что громкие звуки вызывают боль у симбиота, использует стальные стержни, чтобы разделить Брока и Венома. Он запускает бомбу в пришельца, однако Эдди, не желающий лишаться обретённой силы, пытается вновь слиться с Веномом, в результате чего погибает вместе с ним при взрыве.

### Отменённый сольный фильм
В июле 2007 года появилась информация, что Sony планировала снять спин-офф про Венома, к роли которого мог вернуться Тофер Грейс. В сентябре 2008 года Пол Верник и Ретт Риз присоединились к съёмочной группе, в то время как Гэри Росс должен был стать режиссёром картины. Variety сообщила, что Веном станет антигероем, а продюсировать фильм будет Marvel Entertainment. Фильм в конечном счёте был отменён. В 2018 году состоялась премьера фильма «Веном», где роль Эдди Брока исполнил Том Харди. Грейс положительно отозвался о выборе студии, назвав Харди «подходящим человеком для этой роли».

## Другие появления
Эдди Брок, озвученный Тофером Грейсом, является главным антагонистом и финальным боссом игры «Spider-Man 3» по фильму 2007 года. Как и в экранизации, Брок устраивается на работу в Daily Bugle и становится конкурентом Паркера. Первоначально, в игре планировалась механика противостояния Брока и Паркера: в миссиях Daily Bugle, в зависимости от качестве сделанных игроком фотографий, Робби Робертсон сравнивал Питера Паркера с Эдди Броком, отдавая предпочтение тому или иному сотруднику редакции. По сюжету, Брок пытается очернить репутацию Человека-паука, нарядив в костюм супергероя страдающего ожирением мужчину, после чего Паук, находясь под воздействием симбиота, бьёт его в лицо. Затем Брок заявляет, что расставил по всему переулку камеры, запечатлевшие избиение, однако игрок уничтожает все доказательства. Впоследствии Эдди выслеживает Человека-паука до церкви, где тот избавляется от чёрного костюма, которые падает на Брока, в результате чего рождается Веном. В отличие от фильма, Брок заключает союз с Флинтом Марко посредством угрозы убийства его дочери. Также отличается смерть Венома в игровой адаптации: он падает на заострённую арматуру, по-прежнему находясь под воздействием симбиота.
Данная версия Венома появляется в игре «Spider-Man: Friend or Foe» 2007 года, где его озвучил Куинтон Флинн. В этой альтернативной временной шкале, где все злодеи из фильмов о Человеке-пауке пережили свою смерть, Веном присутствует во время их совместной попытки убить Человека-паука в заставке игры. После битвы на группу нападает рой фантомов, и злодеи, включая Гоблина, внезапно телепортируются в другое место, в то время как Человека-паука спасает Щ.И.Т. Затем Осьминогу промывает мозги таинственная фигура, стоящая за фантомами и отправляет его в Трансильванию, чтобы тот заполучил один из осколков метеора, использовавшийся для создания фантомов. Игрок сражается с Веном рядом с термоядерном реактором, после чего уничтожает контролирующий разум злодея амулет. После этого Веном, стремясь отомстить тому, кто промыл ему мозги, неохотно объединяет усилия с Человеком-пауком и становится играбельным персонажем до конца игры.
Тофер Грейс развеял слухи о своём появлении в фильме «Человек-паук: Нет пути домой» (2021). Тем не менее, в разговоре со своими альтернативными версиями, Питер Паркер вспоминает противостояние с «инопланетным существом».

## Критика
Эдди Брок / Веном в исполнении Тофера Грейса получил смешанные отзывы от критиков и фанатов. В 2007 году, в своей рецензии к фильму «Человек-паук 3: Враг в отражении» Патрик Колан из IGN назвал неуместными «бойкие остроты и ухмыляющееся лицо» Грейса с момента становления Веномом, что, по его мнению «подрывает угрожающую личность» злодея. Ричард Роупер из Chicago Sun-Times назвал Венома и Песочного человека одними из самых «глупых злодеев» со времён Ядовитого плюща (Ума Турман) и Мистера Фриза (Арнольд Шварценеггер). Джеймс Берардинелли назвал «ошибкой всё, что было связано с Веномом в фильме». В 2009 году, Том Фенвик из Den of Geek добавил «Врага в отражении» в список «10 худших экранизаций комиксов всех времён», отметив, что Веном мог бы стать «отличным злодеем», при наличии большего экранного времени. В 2018 году, в интервью с Screen Rant, Арад взял на себя ответственность за конечный результат «Врага в отражении» и адаптации Венома: «Я думаю, мы узнали, что Веном — это не интермедия. Честно говоря, я возьму на себя вину за то, что Сэм Рэйми говорил во всех этих интервью, чувствуя себя виноватым из-за того, что я вынудил его сделать это [ добавить в фильм Венома ]».
Том Рейманн из Collider поместил Венома Грейса на 8-е место в списке «величайших злодеев фильмов о Человеке-пауке» в 2020 году, назвав его «самодовольной, несуразной версией Питера». Тодд Макфарлейн, один из создателей Венома, заявил, что «Враг в отражении» верно показал Эдди Брока как злодея, за которого «не хочется болеть», но визуально сам Веном выглядел «не слишком внушительно». После выхода фильма «Веном 2» с Томом Харди в главной роли, Ренальдо Матадин из Comic Book Resources посчитал, что персонаж Тофера Грейса «по-прежнему превосходит новую интерпретацию».

### Награды и номинации
| Год  | Фильм                            | Награда               | Категория         | Результат | Примечания |
| ---- | -------------------------------- | --------------------- | ----------------- | --------- | ---------- |
| 2007 | Человек-паук 3: Враг в отражении | MTV Movie & TV Awards | Лучший кинозлодей | Номинация | [ 36 ]     |
| 2007 | Человек-паук 3: Враг в отражении | Teen Choice Awards    | Лучший кинозлодей | Номинация | [ 37 ]     |